# Lijst van Eerste Kamerleden 2015-2019
Lijst van Eerste Kamerleden 2015-2019 geeft een overzicht van de leden van de Nederlandse Eerste Kamer in de periode tussen de verkiezingen van 2015 en de verkiezingen van 2019. De zittingsperiode van de Eerste Kamer ging in op 9 juni 2015 en eindigde op 11 juni 2019. 
De Eerste Kamer telde 75 leden, gekozen door de leden van Provinciale Staten. Eerste Kamerleden werden gekozen voor een termijn van vier jaar.
| Naam                             | politieke partij                        | begindatum        | einddatum         | refs   |
| -------------------------------- | --------------------------------------- | ----------------- | ----------------- | ------ |
| Max Aardema                      | Partij voor de Vrijheid                 | 31 oktober 2017   | 13 februari 2018  | [ 1 ]  |
| Max Aardema                      | Partij voor de Vrijheid                 | 20 maart 2018     | 4 juli 2018       | [ 1 ]  |
| Max Aardema                      | Partij voor de Vrijheid                 | 16 oktober 2018   | 11 juni 2019      | [ 1 ]  |
| Margo Andriessen                 | Democraten 66                           | 25 september 2018 | 11 juni 2019      | [ 2 ]  |
| Bastiaan van Apeldoorn           | Socialistische Partij                   | 9 juni 2015       | 11 juni 2019      | [ 3 ]  |
| Joop Atsma                       | Christen-Democratisch Appèl             | 9 juni 2015       | 11 juni 2019      | [ 4 ]  |
| Martine Baay-Timmerman           | 50PLUS                                  | 28 maart 2017     | 11 juni 2019      | [ 5 ]  |
| Joris Backer                     | Democraten 66                           | 9 juni 2015       | 11 juni 2019      | [ 6 ]  |
| Marleen Barth                    | Partij van de Arbeid                    | 9 juni 2015       | 8 februari 2018   | [ 7 ]  |
| Martin van Beek                  | Partij voor de Vrijheid                 | 28 maart 2017     | 25 oktober 2017   | [ 8 ]  |
| Martin van Beek                  | Partij voor de Vrijheid                 | 14 februari 2018  | 14 maart 2018     | [ 8 ]  |
| Martin van Beek                  | Partij voor de Vrijheid                 | 4 juli 2018       | 26 augustus 2018  | [ 8 ]  |
| Jannette Beuving                 | Partij van de Arbeid                    | 9 juni 2015       | 26 maart 2018     | [ 9 ]  |
| Sophie van Bijsterveld           | Christen-Democratisch Appèl             | 9 juni 2015       | 11 juni 2019      | [ 10 ] |
| Mirjam Bikker                    | ChristenUnie                            | 9 juni 2015       | 13 september 2016 | [ 11 ] |
| Mirjam Bikker                    | ChristenUnie                            | 21 december 2016  | 11 juni 2019      | [ 11 ] |
| Harmen Binnema                   | Groen Links                             | 2 oktober 2018    | 11 juni 2019      | [ 12 ] |
| Annelien Bredenoord              | Democraten 66                           | 9 juni 2015       | 3 oktober 2018    | [ 13 ] |
| Annelien Bredenoord              | Democraten 66                           | 24 januari 2019   | 11 juni 2019      | [ 13 ] |
| Elco Brinkman                    | Christen-Democratisch Appèl             | 9 juni 2015       | 11 juni 2019      | [ 14 ] |
| Ankie Broekers-Knol              | Volkspartij voor Vrijheid en Democratie | 9 juni 2015       | 11 juni 2019      | [ 15 ] |
| Jan Anthonie Bruijn              | Volkspartij voor Vrijheid en Democratie | 9 juni 2015       | 11 juni 2019      | [ 16 ] |
| Reina de Bruijn-Wezeman          | Volkspartij voor Vrijheid en Democratie | 21 maart 2017     | 11 juni 2019      | [ 17 ] |
| René Dercksen                    | Partij voor de Vrijheid                 | 9 juni 2015       | 11 juni 2019      | [ 18 ] |
| Diederik van Dijk                | Staatkundig Gereformeerde Partij        | 9 juni 2015       | 11 juni 2019      | [ 19 ] |
| Peter van Dijk                   | Partij voor de Vrijheid                 | 8 september 2015  | 29 december 2015  | [ 20 ] |
| Peter van Dijk                   | Partij voor de Vrijheid                 | 28 maart 2017     | 11 juni 2019      | [ 20 ] |
| Hans-Martin Don                  | Socialistische Partij                   | 9 juni 2015       | 11 juni 2019      | [ 21 ] |
| Anne-Wil Duthler                 | Volkspartij voor Vrijheid en Democratie | 9 juni 2015       | 11 juni 2019      | [ 22 ] |
| Anne-Wil Duthler                 | fractie-Duthler                         | 9 juni 2015       | 11 juni 2019      | [ 22 ] |
| Tuur Elzinga                     | Socialistische Partij                   | 9 juni 2015       | 1 oktober 2016    | [ 23 ] |
| Hans Engels                      | Democraten 66                           | 9 juni 2015       | 11 juni 2019      | [ 24 ] |
| Peter Ester                      | ChristenUnie                            | 9 juni 2015       | 11 juni 2019      | [ 25 ] |
| Marjolein Faber-van de Klashorst | Partij voor de Vrijheid                 | 9 juni 2015       | 11 juni 2019      | [ 26 ] |
| Mary Fiers                       | Partij van de Arbeid                    | 3 april 2018      | 11 juni 2019      | [ 27 ] |
| Anne Flierman                    | Christen-Democratisch Appèl             | 9 juni 2015       | 11 juni 2019      | [ 28 ] |
| Ruard Ganzevoort                 | Groen Links                             | 9 juni 2015       | 11 juni 2019      | [ 29 ] |
| Arda Gerkens                     | Socialistische Partij                   | 9 juni 2015       | 11 juni 2019      | [ 30 ] |
| Marion Gout-van Sinderen         | Democraten 66                           | 12 maart 2019     | 11 juni 2019      | [ 31 ] |
| Thom de Graaf                    | Democraten 66                           | 9 juni 2015       | 20 september 2018 | [ 32 ] |
| Frank de Grave                   | Volkspartij voor Vrijheid en Democratie | 9 juni 2015       | 3 september 2018  | [ 33 ] |
| Alexander van Hattem             | Partij voor de Vrijheid                 | 9 juni 2015       | 11 juni 2019      | [ 34 ] |
| Loek Hermans                     | Volkspartij voor Vrijheid en Democratie | 9 juni 2015       | 3 november 2015   | [ 35 ] |
| Wopke Hoekstra                   | Christen-Democratisch Appèl             | 9 juni 2015       | 26 oktober 2017   | [ 36 ] |
| Henk ten Hoeve                   | Onafhankelijke Senaatsfractie           | 9 juni 2015       | 11 juni 2019      | [ 37 ] |
| Helmi Huijbregts-Schiedon        | Volkspartij voor Vrijheid en Democratie | 9 juni 2015       | 11 juni 2019      | [ 38 ] |
| Annemarie Jorritsma              | Volkspartij voor Vrijheid en Democratie | 9 juni 2015       | 11 juni 2019      | [ 39 ] |
| Frank van Kappen                 | Volkspartij voor Vrijheid en Democratie | 9 juni 2015       | 11 juni 2019      | [ 40 ] |
| Niek Jan van Kesteren            | Christen-Democratisch Appèl             | 9 juni 2015       | 11 juni 2019      | [ 41 ] |
| Ton van Kesteren                 | Partij voor de Vrijheid                 | 28 maart 2017     | 11 juni 2019      | [ 42 ] |
| Tanja Klip-Martin                | Volkspartij voor Vrijheid en Democratie | 12 juli 2016      | 11 juni 2019      | [ 43 ] |
| Ben Knapen                       | Christen-Democratisch Appèl             | 9 juni 2015       | 11 juni 2019      | [ 44 ] |
| Menno Knip                       | Volkspartij voor Vrijheid en Democratie | 9 juni 2015       | 11 juni 2019      | [ 45 ] |
| Niko Koffeman                    | Partij voor de Dieren                   | 9 juni 2015       | 11 juni 2019      | [ 46 ] |
| Frank Köhler                     | Socialistische Partij                   | 9 juni 2015       | 11 juni 2019      | [ 47 ] |
| Kees Kok                         | Partij voor de Vrijheid                 | 9 juni 2015       | 11 juni 2019      | [ 48 ] |
| Alexander Kops                   | Partij voor de Vrijheid                 | 9 juni 2015       | 21 maart 2017     | [ 49 ] |
| Tiny Kox                         | Socialistische Partij                   | 9 juni 2015       | 11 juni 2019      | [ 50 ] |
| Pauline Krikke                   | Volkspartij voor Vrijheid en Democratie | 9 juni 2015       | 16 maart 2017     | [ 51 ] |
| Roel Kuiper                      | ChristenUnie                            | 9 juni 2015       | 11 juni 2019      | [ 52 ] |
| Floriske van Leeuwen             | Partij voor de Dieren                   | 16 oktober 2018   | 11 maart 2019     | [ 53 ] |
| Frits Lintmeijer                 | Groen Links                             | 9 juni 2015       | 11 juni 2019      | [ 54 ] |
| Pia Lokin-Sassen                 | Christen-Democratisch Appèl             | 31 oktober 2017   | 11 juni 2019      | [ 55 ] |
| Gidi Markuszower                 | Partij voor de Vrijheid                 | 9 juni 2015       | 21 maart 2017     | [ 56 ] |
| Maria Martens                    | Christen-Democratisch Appèl             | 9 juni 2015       | 11 juni 2019      | [ 57 ] |
| Meta Meijer                      | Socialistische Partij                   | 9 juni 2015       | 11 juni 2019      | [ 58 ] |
| Jan Nagel                        | 50PLUS                                  | 9 juni 2015       | 11 juni 2019      | [ 59 ] |
| Jopie Nooren                     | Partij van de Arbeid                    | 9 juni 2015       | 11 juni 2019      | [ 60 ] |
| Ria Oomen                        | Christen-Democratisch Appèl             | 9 juni 2015       | 11 juni 2019      | [ 61 ] |
| Henk Overbeek                    | Socialistische Partij                   | 4 oktober 2016    | 11 juni 2019      | [ 62 ] |
| Henk Pijlman                     | Democraten 66                           | 9 juni 2015       | 11 juni 2019      | [ 63 ] |
| Gabriëlle Popken                 | Partij voor de Vrijheid                 | 9 juni 2015       | 8 september 2015  | [ 64 ] |
| Gabriëlle Popken                 | Partij voor de Vrijheid                 | 29 december 2015  | 21 maart 2017     | [ 64 ] |
| André Postema                    | Partij van de Arbeid                    | 9 juni 2015       | 11 juni 2019      | [ 65 ] |
| Henriëtte Prast                  | Democraten 66                           | 9 juni 2015       | 1 maart 2019      | [ 66 ] |
| Geert Reuten                     | Socialistische Partij                   | 26 juni 2018      | 11 juni 2019      | [ 67 ] |
| Marnix van Rij                   | Christen-Democratisch Appèl             | 9 juni 2015       | 11 juni 2019      | [ 68 ] |
| Alexander Rinnooy Kan            | Democraten 66                           | 9 juni 2015       | 11 juni 2019      | [ 69 ] |
| Ton Rombouts                     | Christen-Democratisch Appèl             | 9 juni 2015       | 11 juni 2019      | [ 70 ] |
| Martin van Rooijen               | 50PLUS                                  | 9 juni 2015       | 21 maart 2017     | [ 71 ] |
| Bob Ruers                        | Socialistische Partij                   | 9 juni 2015       | 20 juni 2018      | [ 72 ] |
| Bob Ruers                        | Socialistische Partij                   | 5 februari 2019   | 11 juni 2019      | [ 72 ] |
| Sybe Schaap                      | Volkspartij voor Vrijheid en Democratie | 9 juni 2015       | 11 juni 2019      | [ 73 ] |
| Peter Schalk                     | Staatkundig Gereformeerde Partij        | 9 juni 2015       | 11 juni 2019      | [ 74 ] |
| Herman Schaper                   | Democraten 66                           | 9 juni 2015       | 16 januari 2019   | [ 75 ] |
| Paul Schnabel                    | Democraten 66                           | 9 juni 2015       | 11 juni 2019      | [ 76 ] |
| Koos Schouwenaar                 | Volkspartij voor Vrijheid en Democratie | 9 juni 2015       | 11 juni 2019      | [ 77 ] |
| Nico Schrijver                   | Partij van de Arbeid                    | 9 juni 2015       | 1 september 2017  | [ 78 ] |
| Esther-Mirjam Sent               | Partij van de Arbeid                    | 9 juni 2015       | 11 juni 2019      | [ 79 ] |
| Herman Sietsma                   | ChristenUnie                            | 13 september 2016 | 21 december 2016  | [ 80 ] |
| Mohamed Sini                     | Partij van de Arbeid                    | 6 december 2016   | 11 juni 2019      | [ 81 ] |
| Dannij van der Sluijs            | Partij voor de Vrijheid                 | 28 maart 2017     | 11 juni 2019      | [ 82 ] |
| Petra Stienen                    | Democraten 66                           | 9 juni 2015       | 11 juni 2019      | [ 83 ] |
| Gom van Strien                   | Partij voor de Vrijheid                 | 9 juni 2015       | 11 juni 2019      | [ 84 ] |
| Tineke Strik                     | Groen Links                             | 9 juni 2015       | 11 juni 2019      | [ 85 ] |
| Ben Swagerman                    | Volkspartij voor Vrijheid en Democratie | 10 november 2015  | 12 juli 2016      | [ 86 ] |
| Christine Teunissen              | Partij voor de Dieren                   | 9 juni 2015       | 10 oktober 2018   | [ 87 ] |
| Christine Teunissen              | Partij voor de Dieren                   | 12 maart 2019     | 11 juni 2019      | [ 87 ] |
| Mart van de Ven                  | Volkspartij voor Vrijheid en Democratie | 9 juni 2015       | 11 juni 2019      | [ 88 ] |
| Lambert Verheijen                | Partij van de Arbeid                    | 9 juni 2015       | 11 juni 2019      | [ 89 ] |
| Anita Vink                       | Democraten 66                           | 9 oktober 2018    | 24 januari 2019   | [ 90 ] |
| Anita Vink                       | Democraten 66                           | 29 januari 2019   | 11 juni 2019      | [ 90 ] |
| Janny Vlietstra                  | Partij van de Arbeid                    | 12 september 2017 | 11 juni 2019      | [ 91 ] |
| Marijke Vos                      | Groen Links                             | 9 juni 2015       | 12 september 2017 | [ 92 ] |
| Ruud Vreeman                     | Partij van de Arbeid                    | 9 juni 2015       | 30 november 2016  | [ 93 ] |
| Greetje de Vries-Leggedoor       | Christen-Democratisch Appèl             | 9 juni 2015       | 11 juni 2019      | [ 94 ] |
| Danai van Weerdenburg            | Partij voor de Vrijheid                 | 9 juni 2015       | 21 maart 2017     | [ 95 ] |
| Roel Wever                       | Volkspartij voor Vrijheid en Democratie | 11 september 2018 | 11 juni 2019      | [ 96 ] |
| Anneke Wezel                     | Socialistische Partij                   | 9 juni 2015       | 1 februari 2019   | [ 97 ] |
| Wouter van Zandbrink             | Partij van de Arbeid                    | 13 februari 2018  | 11 juni 2019      | [ 98 ] |